# Pheidole aelloea
Pheidole aelloea (лат.) — вид муравьёв рода Pheidole из подсемейства Myrmicinae (Formicidae). Мадагаскар. Видовое название дано в честь Аэллы, гарпии из греческой мифологии, в связи с длинными острыми шипами проподеальной области мелких рабочих, напоминающими когти. Крупные рабочие (солдаты): задняя поверхность промезонотума выпуклая, внутренний гипостомальный зубец узкий и не направлен наружу. Мелкие рабочие: узелок петиоля короткий, постпетиоль почти равной длины и ширины. Крупные рабочие (солдаты): ширина головы в среднем равна 1,64 мм, длина головы — 2,00 мм, длина скапуса — 0,77 мм. Мелкие рабочие: ширина головы 0,67 мм, длина головы — 0,68 мм, длина скапуса — 0,7 мм. Основная окраска красновато-коричневая. Голова сетчатая. Всё тело покрыто отстоящими волосками. Стебелёк между грудкой и брюшком состоит из двух члеников: петиолюса и постпетиолюса (последний четко отделен от брюшка). Близок к Pheidole podargea и Pheidole ocypodea из группы видов Pheidole ensifera (голова солдат прямоугольная, промезонотум короткий, угловатый и низкий). Вид был описан в 2020 году американским мирмекологом Брайеном Фишером (Калифорнийская академия наук, Сан-Франциско, США) и польским энтомологом Себастьяном Салатой (University of Wroclaw, Вроцлав, Польша).